# Pont transbordeur de Nantes
Le pont transbordeur de Nantes, construit en 1903 et démonté en 1958, est un ancien ouvrage de franchissement d'un bras de la Loire à Nantes. Construit sur les plans de l’architecte Ferdinand Arnodin, ce pont transbordeur permet la traversée du bras de la Madeleine, à hauteur de l’actuel pont Anne-de-Bretagne, entre le quai de la Fosse et l'île de la Prairie-au-Duc, où se situent les Chantiers Navals, dont les Ateliers et Chantiers de Bretagne fondés par Eugène Guillet de La Brosse.

## Historique

### Contexte et projets
À la fin du XIXe siècle, le développement des chantiers navals et la coupure engendrée par la Loire, rendaient problématique le passage des ouvriers et des marchandises entre les deux berges. Un pont tournant n'est pas envisageable du fait des caprices du fleuve ; un tunnel est envisagé mais le sous-sol, fait de sable et roches, n'est pas favorable ; l'option d'un pont fixe est également abandonnée du fait du tirant d'air imposé pour le passage des voiliers encore nombreux : il faudrait réaliser un long viaduc avec des rampes d'accès nécessitant de nombreuses destructions de bâtiments.
L'invention du pont transbordeur, avec la réalisation, de 1888 à 1893, du pont de Biscaye, à l'entrée du port de Bilbao, en Espagne, apporte la solution.
Il est donc fait appel à Ferdinand Arnodin qui vennait de construire, avec Alberto de Palacio, le pont transbordeur espagnol et le pont transbordeur de Rouen en 1898 qui fut détruit en 1940.

### La concession
La déclaration d'utilité publique, permettant la construction d'un pont transbordeur au port de Nantes, est déclarée par le décret du 26 mai 1898. Ce texte de loi précise qu'il doit permettre la traversée de la Loire et il concède la construction et l'exploitation, pour 80 années, à Ferdinand Arnodin.

### La construction (1902-1903)
Les travaux débutent le 16 février 1902, à l'initiative d'Eugène Guillet de La Brosse, fondateur et président des Ateliers et chantiers de Bretagne.
L'on creuse les fondations de deux double pylônes sur chaque rives ; les éléments en acier du tablier et des pylônes sont fabriqués à Châteauneuf-sur-Loire, aux ateliers "Arnodin". Sur le site du chantier, l'installation d'une grue permet, à la fin du mois d'août, le début du montage des pylônes. En novembre 1902, celui situé rive droite est achevé, puis celui de la rive gauche en février 1903.
L'assemblage du tablier, et des contrepoids, est exécuté en trois opérations principales : à partir des rives les ouvriers montent et fixent les deux extrémités avec le haubanage, puis la haute travée centrale de 46 tonnes est levée le 3 août 1903 à 18 h, pour être mise en place à 50 mètres au-dessus du fleuve. Après le raccordement et l'installation de la nacelle, l'on procède à un essai de charge avec 85 tonnes de pavés.

### Inauguration et utilisation
Le pont est inauguré et mis en service le 1er novembre 1903, à partir de sept heures, en présence d'Eugène Guillet de La Brosse, devant un public curieux.
La traversée nécessite l'achat de tickets ou de jetons pour les deux minutes de trajet sur les 142 mètres de la traversée. ; la fréquentation du premier jour est de dix mille traversées au prix de 5 ou 6 centimes, selon la classe choisie, et de deux mille au tarif de 50 centimes.
Les pilotes de bateaux omnibus circulant sur le fleuve se doivent de respecter une réglementation toute particulière lors des manœuvres de la nacelle
Le pont transbordeur dessert des entreprises du secteur : Ateliers et Chantiers de Bretagne (ACB) - chantiers Dubigeon et la fonderie Voruz. Sa configuration permettait le passage de voiliers à fort tirant d'air, encore nombreux au début du XXe siècle dans le port de Nantes.
Le 31 mai 1925, le plongeur polonais Willy Wolf se tue en sautant du haut du tablier.

### Caractéristiques techniques
Les doubles pylônes de 75 mètres de hauteur, situés sur les berges, et le tablier métallique, culminant à 50 mètres au-dessus du fleuve, sont caractéristiques de l'ouvrage.
La nacelle, suspendue par des câbles à un chariot se déplaçant sur les rails du tablier, assure son transfert d'une rive à l'autre. Cette plate-forme, avec un platelage en bois bordé d'un trottoir de chaque côté, comporte des bancs et une cabine de première classe ; cette cabine est surmontée de la cabine vitrée de l'opérateur de manœuvre (le wattman). Ce pont transbordeur est du type pont à haubans et contrepoids descendant tenus des câbles le long des piles, comme celui de Marseille. Cette disposition évite par manque de place en ville, les inconvénients des câbles d'ancrages au sol sur de grandes distances, telle qu'on peut encore les voir sur les ponts de Rochefort, Bilbao ou Newport.

### La fin du pont transbordeur
Après la guerre 39/45, et particulièrement après l'achèvement d'une partie des comblement des bras de la Loire, la fréquentation de la clientèle a tendance à diminuer et la société concessionnaire devient déficitaire. Une tentative de classement pour protéger l'ouvrage échoue au début des années 1950.
Les traversées prennent fin le 1er janvier 1955, après 52 ans d'activité. La municipalité de droite, dirigée par Henry Orrion, décide ensuite, malgré les très nombreuses protestations, de le faire démonter et de l'envoyer à la ferraille. L'opération commence le 21 mai 1958, lorsque la travée centrale est descendue et démontée. Le dernier convoi ferroviaire emportant les éléments métalliques vers Le Creusot quitte Nantes le 7 octobre de la même année.

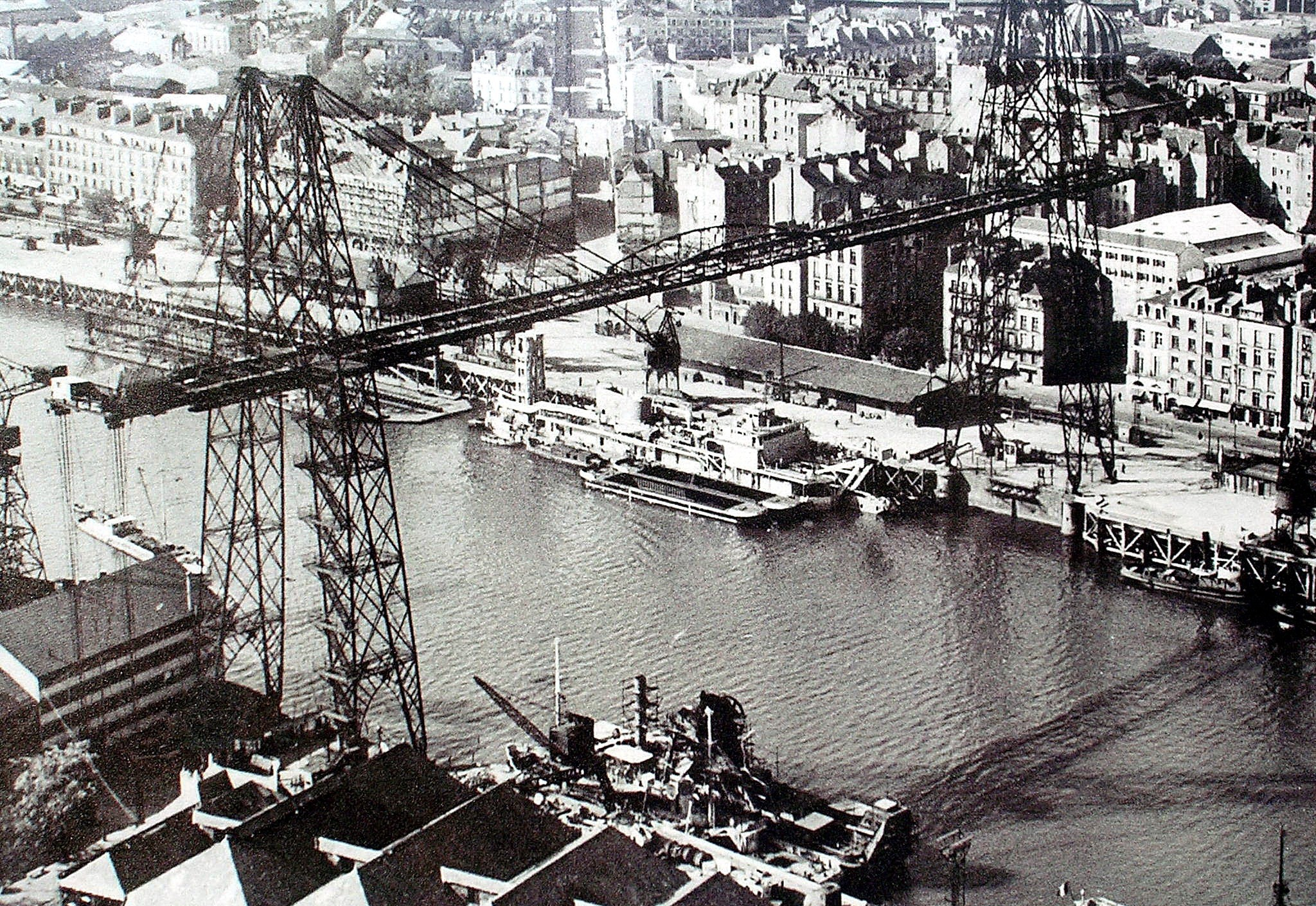
Le pont transbordeur vue aérienne.
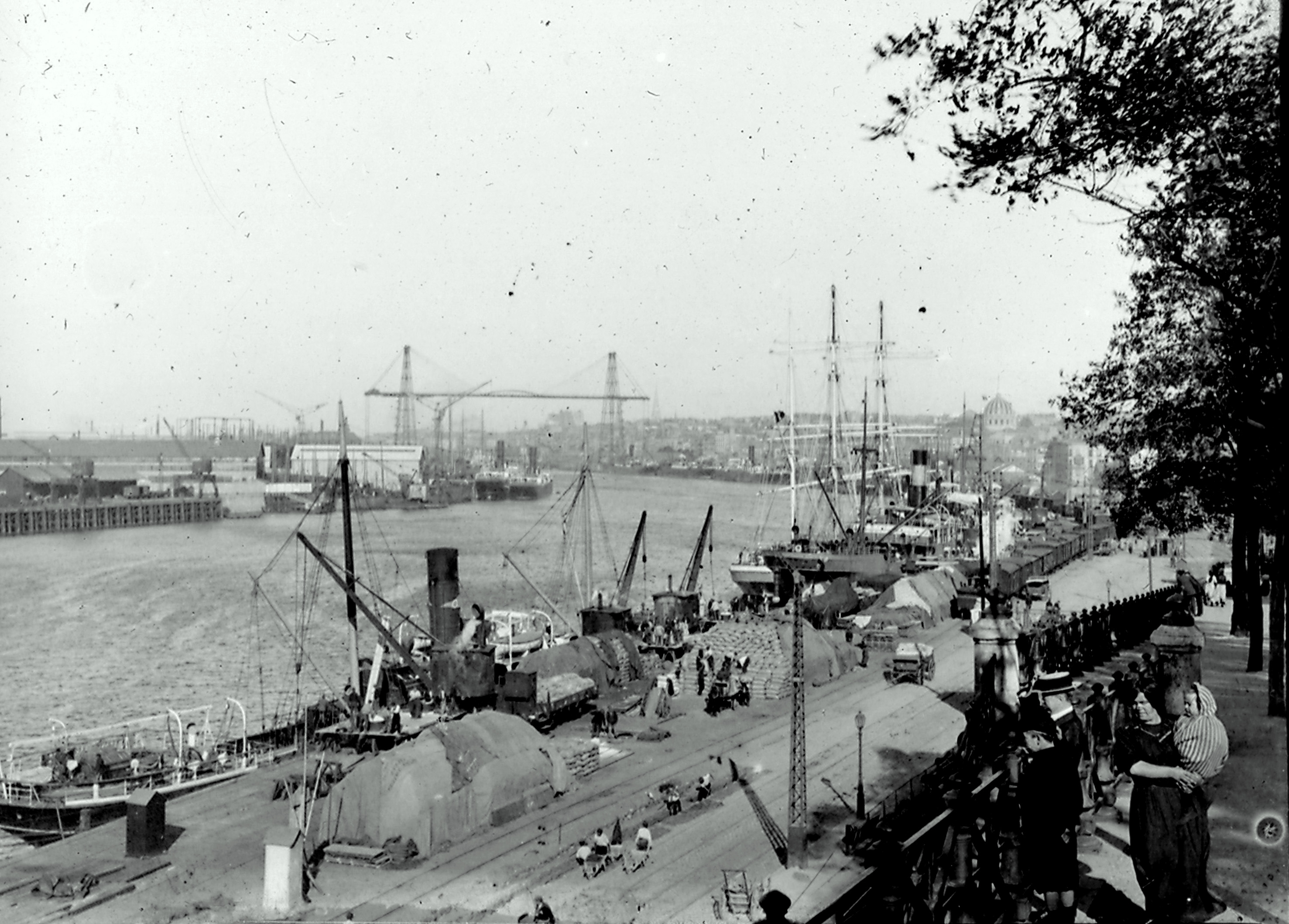
Vue sur la Loire en 1912, avec le pont transbordeur au fond.
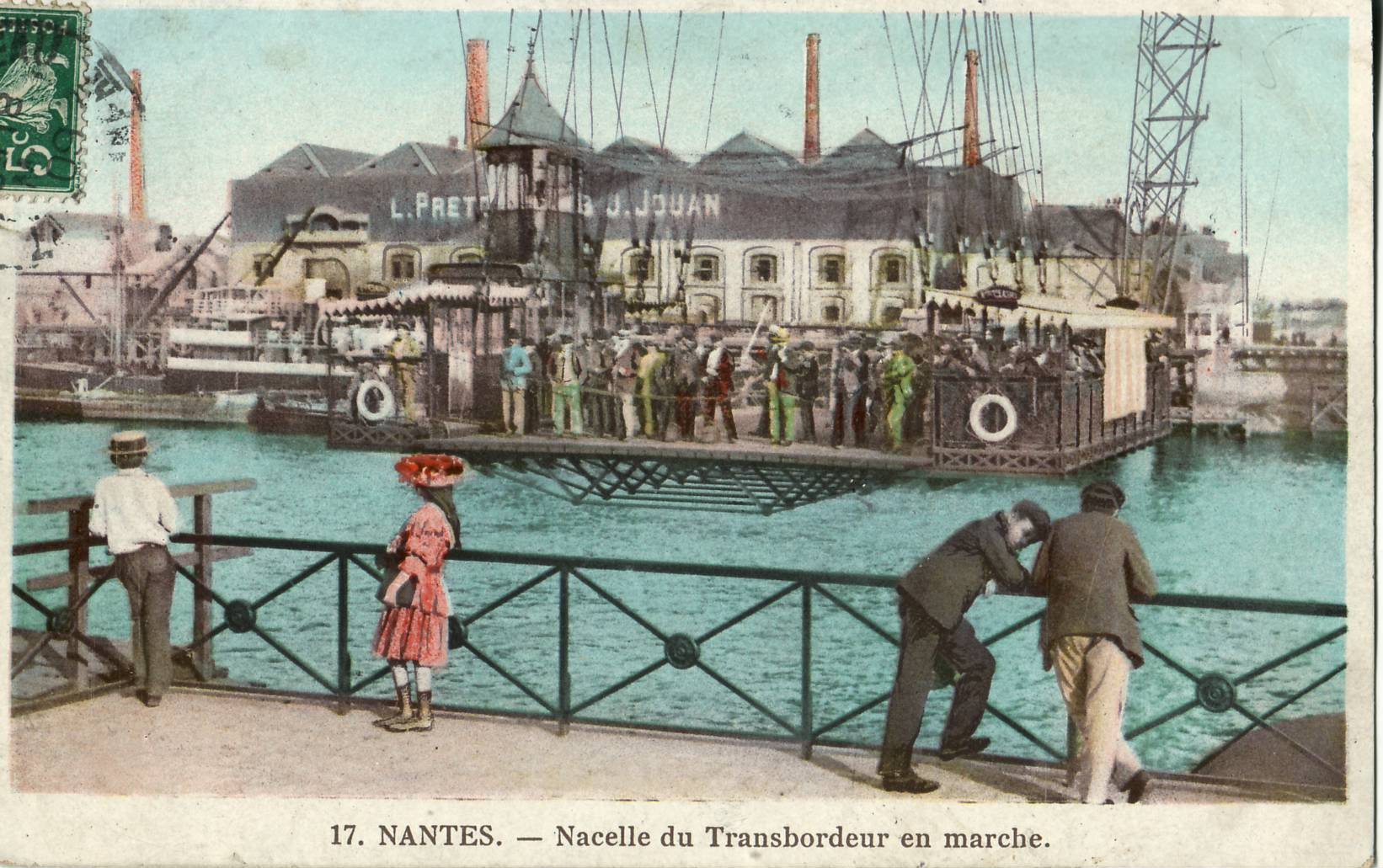
Traversée de la nacelle au dessus du fleuve.

## Le pont transbordeur: un symbole perdu
Le pont transbordeur est présent dans des écrits d'Armel de Wismes, de René Guy Cadou, Julien Gracq, etc. Il est aussi représenté en peinture dans plusieurs tableaux du peintre de marine nantais René Goulet. Dans les années 1920 et 1930, il apparaît comme un élément essentiel du port de Nantes et un symbole de l'industrie et de la modernité. Il est utilisé par exemple par une affiche de la CCI de 1932 : Nantes grand port industriel et colonial, alors qu'à la même époque, le syndicat d'initiatives utilise l'image de la cathédrale.
En 1982, le réalisateur Jacques Demy et le décorateur Bernard Evein, le font revivre par le procédé d'effet spécial appelé glass shot dans le générique d’Une chambre en ville, film dont l'action se déroule à Nantes en 1955. Demy tenait particulièrement à cette image de Nantes dans sa jeunesse.
Plus de 50 ans après sa disparition, le pont transbordeur garde encore pour les Nantais une valeur de symbole, sur laquelle s'appuie l'Association des transbordés qui est à l'origine d'un projet de pont transbordeur moderne.

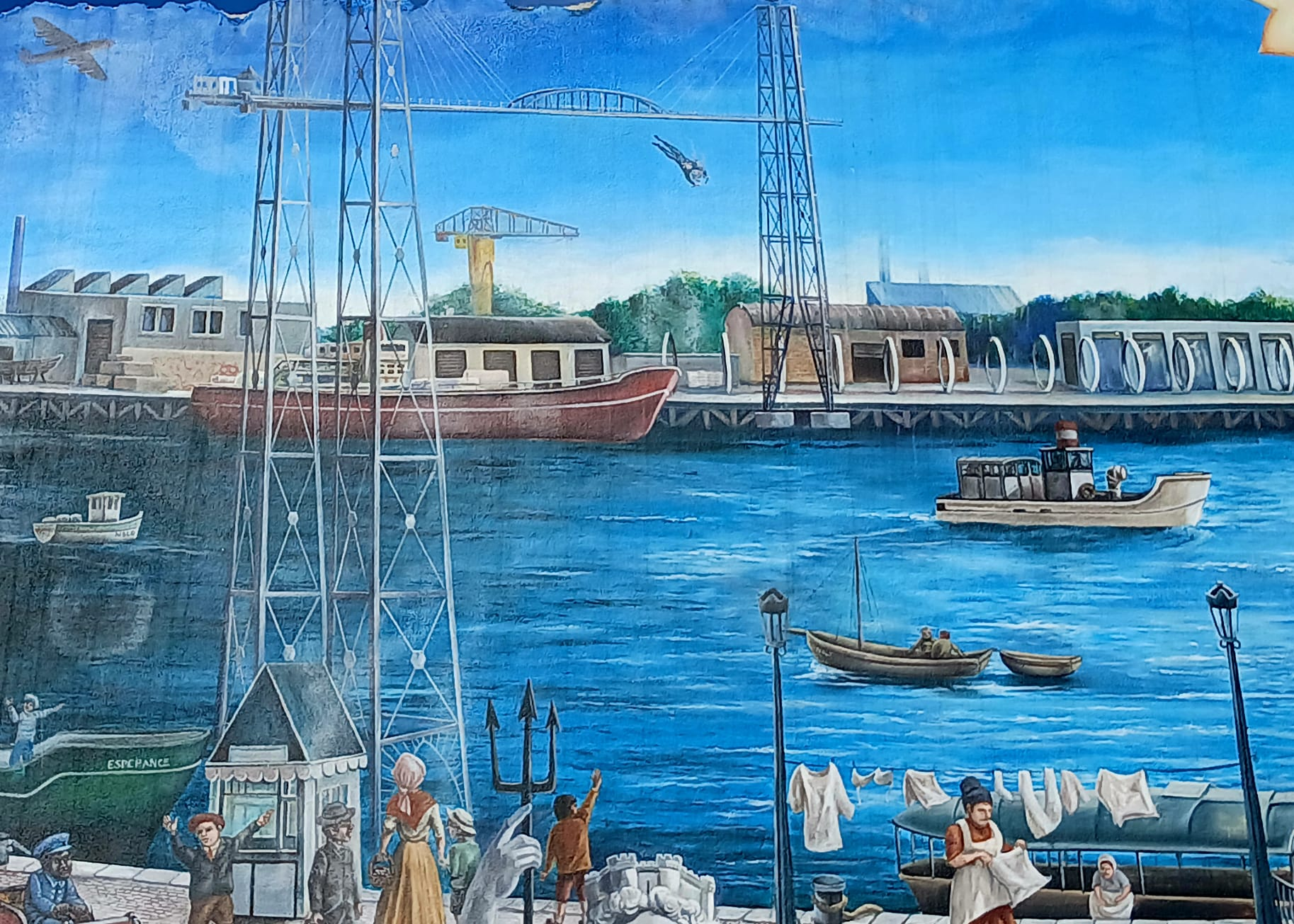
Le pont transbordeur, représenté sur Le Mur tombé du ciel. L'acrobate Willy Wolf y est représenté réalisant le plongeon qui lui est fatal le 31 mai 1925.

## Actualité et avenir

### Les vestiges
Des vestiges de l'ancien pont subsistent, visibles sur les deux rives du fleuve : des éléments de la base d'appuis maçonnée des pylônes, avec les tiges des ancrages métalliques des pylônes dressés à la verticale et le quai (rive droite). Une plaque commémorative a été apposée sur le parapet, côté Nord-Est, du pont Anne-de-Bretagne qui le remplace aujourd'hui, construit à côté et au-dessus de ces vestiges.

Vestiges du pont transbordeur de Nantes
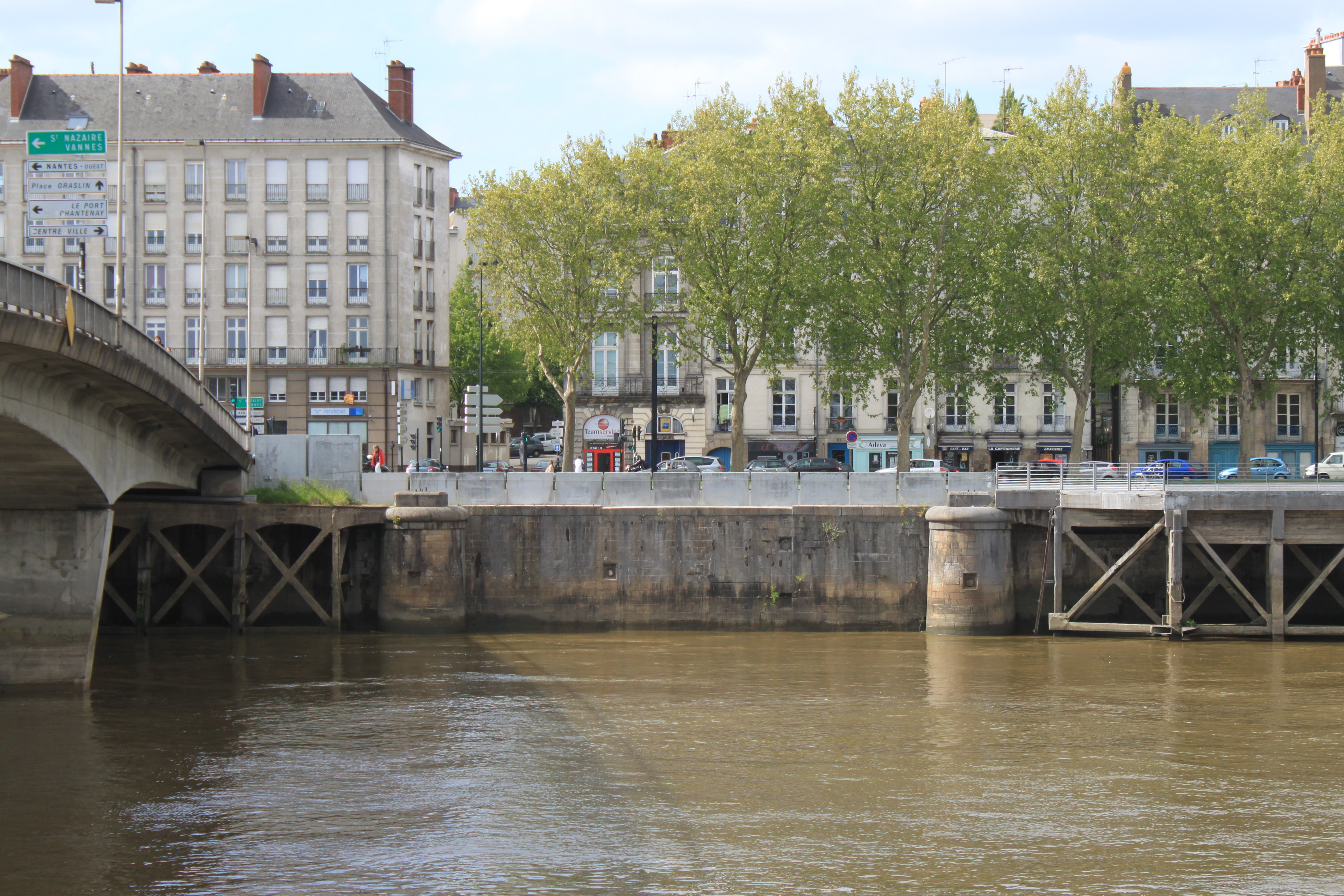
Restes des 2 Piles d'appuis sur le quai de la rive droite.
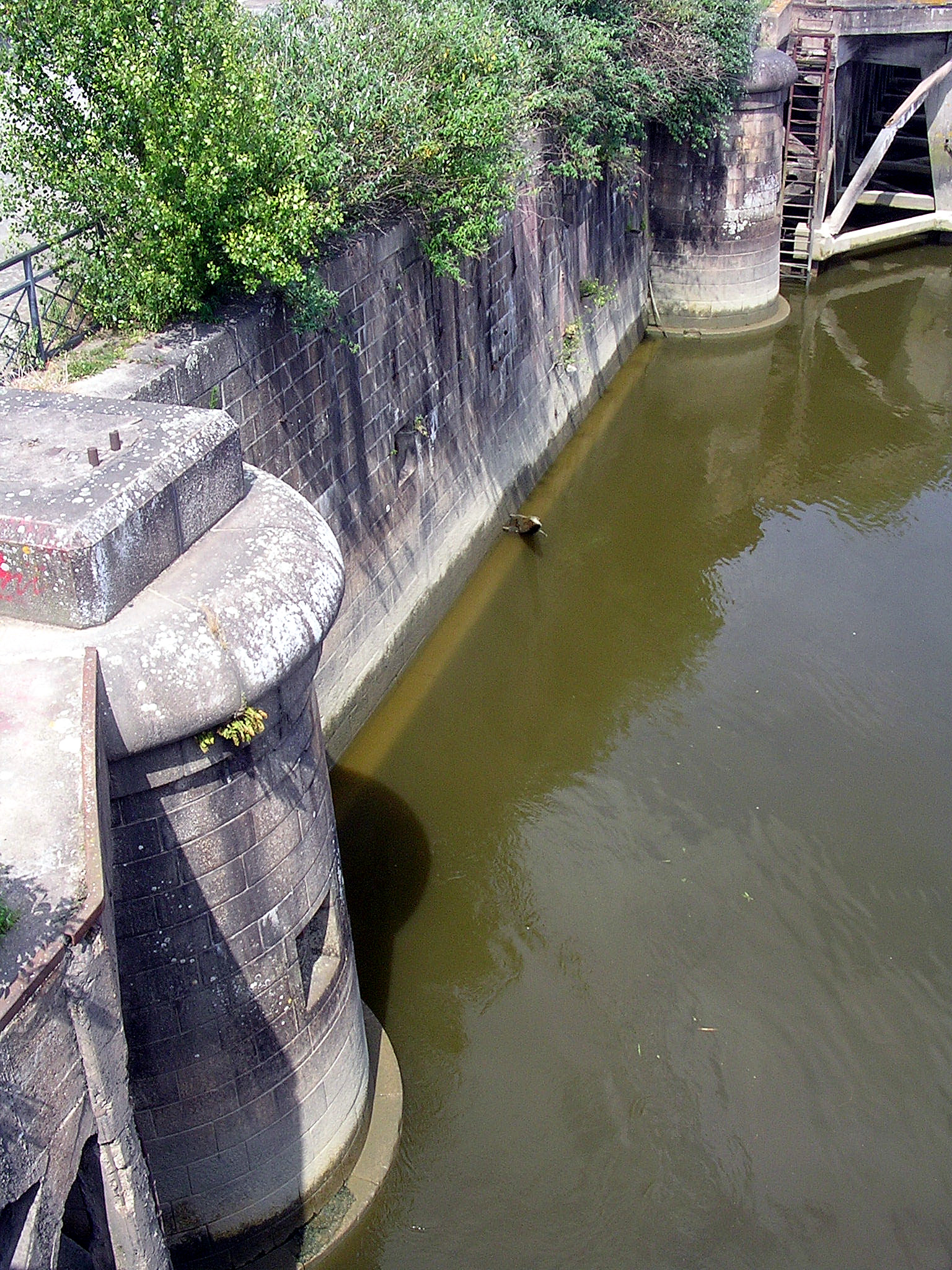
Vertiges des piles d'appuis de l'ancien pont (rive droite).
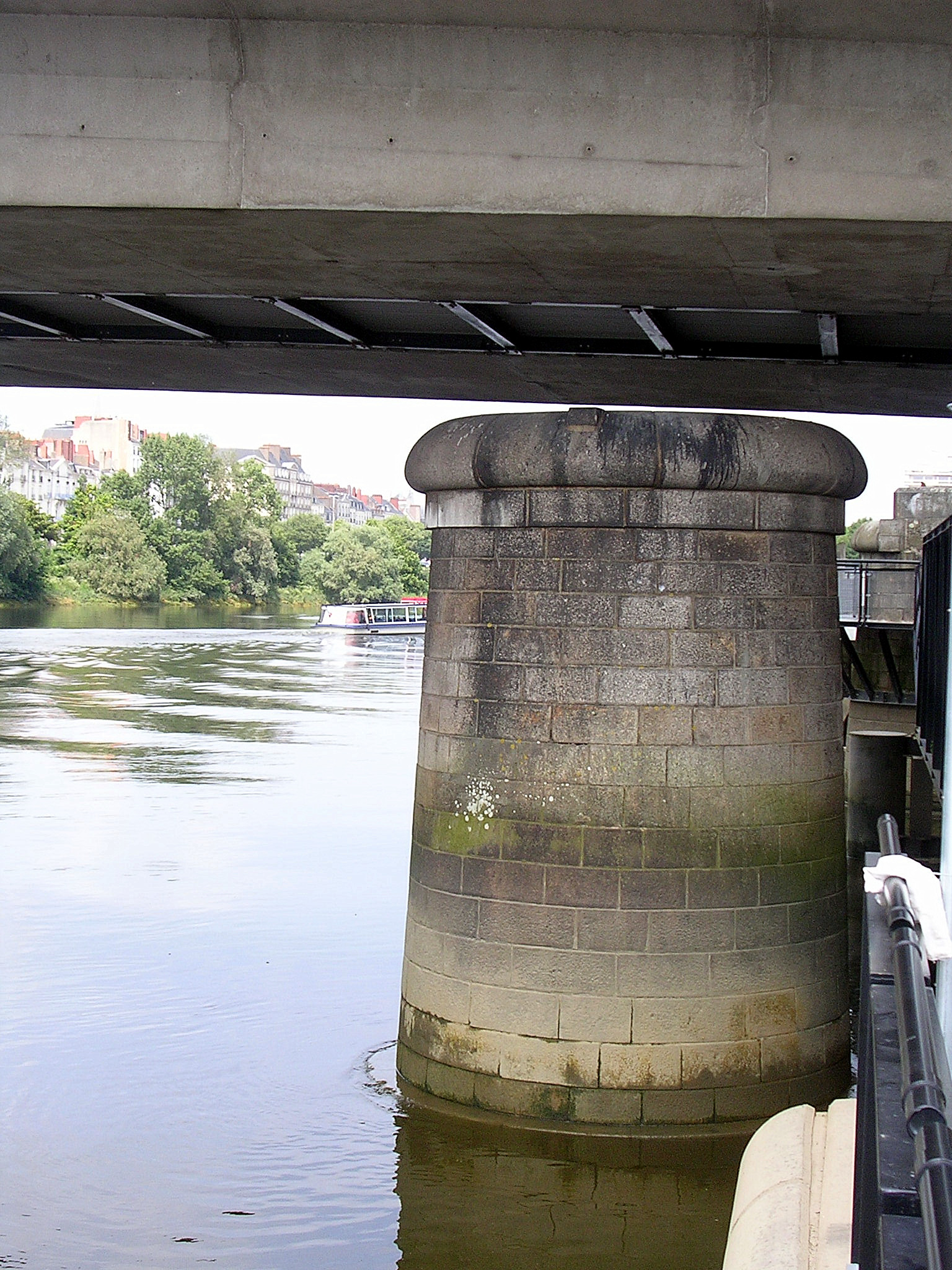
Vestige d'une Pile d'appuis de l'ancien pont (rive gauche), sous l'actuel tablier du pont Anne de Bretagne.
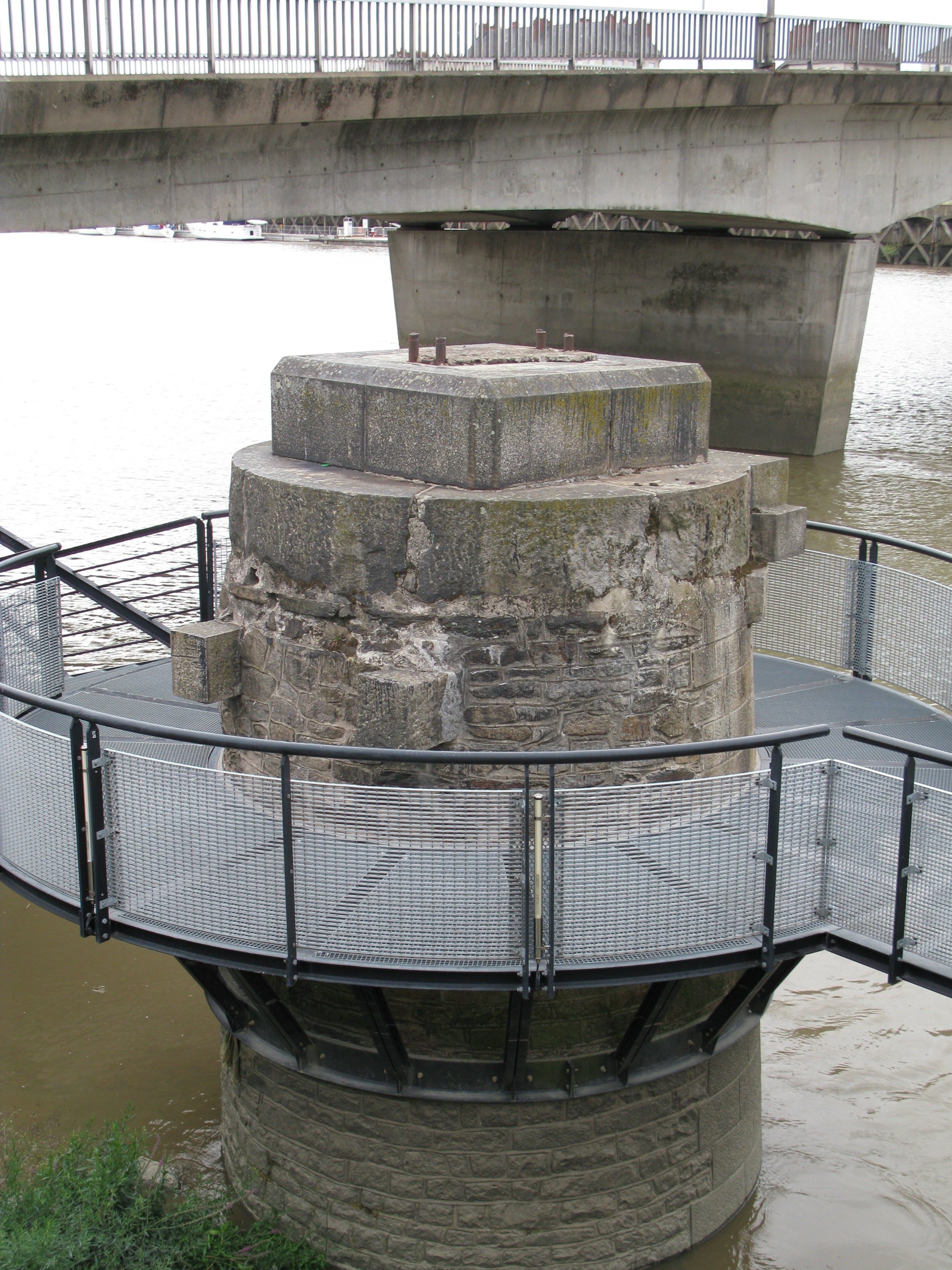
Une des Piles de l'ancien pont (rive gauche), entourée d'une passerelle de visite contemporaine, en amont de l'actuel pont Anne de Bretagne.
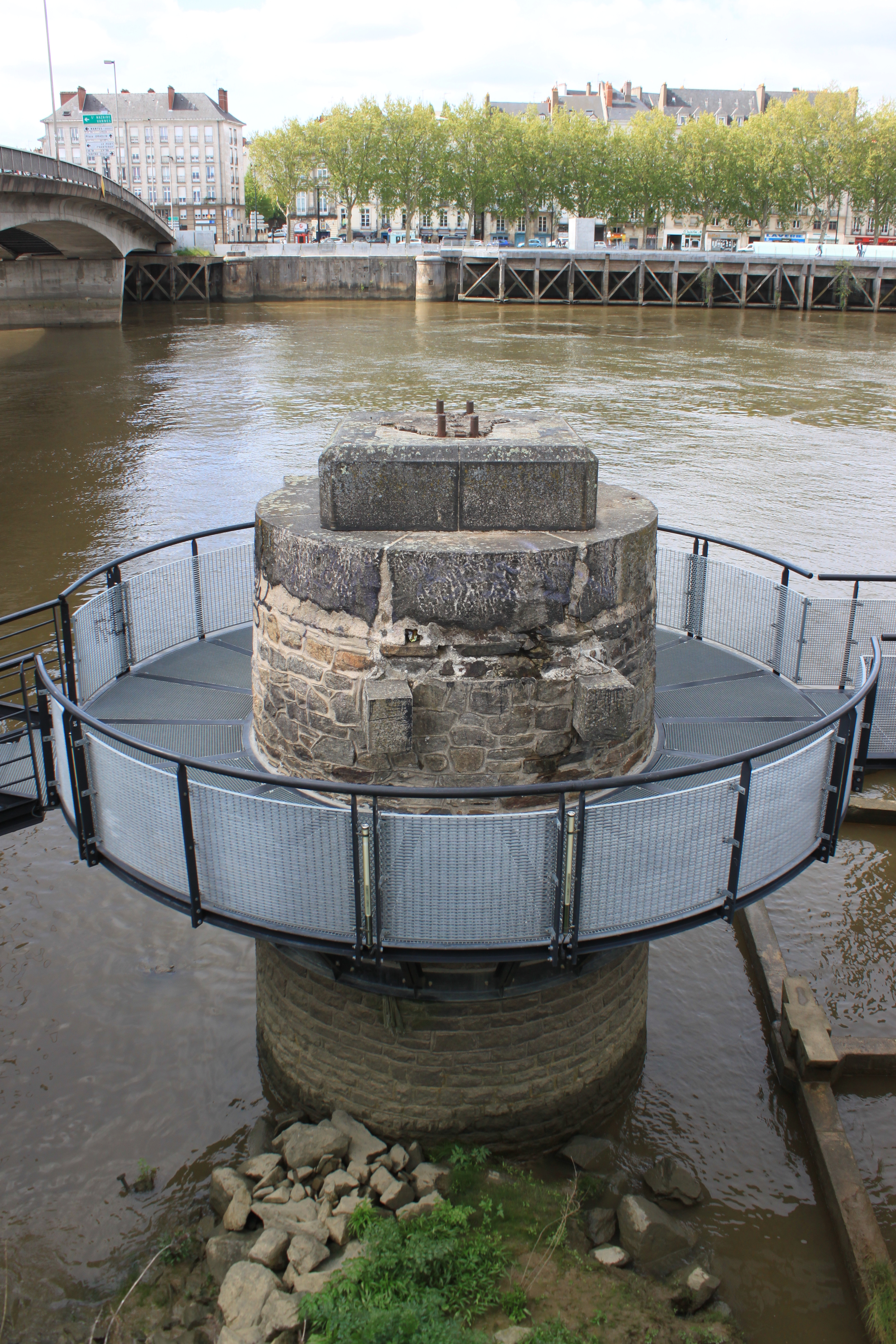
Pile rive gauche avec la passerelle et les restes des tiges d'ancrages des pylônes.

### Projet d'un nouveau franchissement de la Loire pour 2011-2020
Avec le développement des transports en commun et dans le but de faciliter les liaisons Nord-Sud dans l'agglomération, Nantes Métropole étudie toutes les possibilités de relier la pointe Ouest de l'Île de Nantes au quai Marquis-d'Aiguillon, sur la rive droite. Cette réflexion est lancée notamment en 2008 par le maire, Jean-Marc Ayrault. La principale contrainte du site est de conserver la possibilité de navigation sur le fleuve, donc un important tirant d'air s'impose sur ce bras de la Loire.
La solution envisagée en premier lieu est celle du pont mobile classique, tournant ou levant. Mais la perspective d'un nouveau franchissement mobilise les énergies et des solutions innovantes voient le jour. Deux d'entre elles sont particulièrement développées par leurs partisans respectifs : un téléphérique et un pont transbordeur du XXIe siècle.
Le projet de téléphérique, présenté comme un « tram aérien », est soutenu, notamment par Isabelle Loirat, conseillère municipale Modem. Plus que le franchissement du fleuve, il vise à être une alternative au projet de tram pour la liaison entre les rives de la Loire et l'île de Nantes ; une étude est en cours à l'initiative du maire.
Début 2008, l'architecte nantais Paul Poirier propose de revisiter le concept de pont à transbordeur, appelé « Jules Verne », et est soutenu par l'association « les Transbordés » dont le président est Yves Lainé. En avril 2010, le projet, étudié sous ses différents aspects, présenté au Conseil de développement de Nantes Métropole, est cité comme un  exemple des nouvelles mobilités par le document de propositions édité en mars, lequel a été confirmé par le Conseil communautaire dans le cadre du plan de déplacements urbain (PDU) en octobre. À la suite des conclusions d'une première étude de flux, une étude pré-opérationnelle est votée en juin 2013, sur quatre solutions techniques, dont le pont à transbordeur pour le bras de la Madeleine.
En 2010, l'architecte Paul Poirier s'associe avec les ingénieurs Xavier de Champs et Timothée Paulin pour créer la Nantaise des ponts et pylônes international (NPPI). En 2012, l'ingénieur Michel Virlogeux, concepteur du viaduc de Millau avec l'architecte Norman Foster, travaille sur le projet avec Paul Poirier. Un projet plus abouti et épuré est présenté à Marseille en 2013.